# Angel Dust
Angel Dust (estilitzat com Angel Du$t) és un grup de hardcore punk estatunidenc format a Baltimore el 2013 per membres de Turnstile i Trapped Under Ice. El grup va fitxar amb Roadrunner Records el 2018. Kerrang! va incloure el seu àlbum Pretty Buff com un dels «25 millors àlbums del 2019».
La música d'Angel Dust ha estat classificada com a soft rock, pop rock, hardcore punk i hardcore melòdic. La seva música sovint incorpora elements de surf rock, grunge, rock alternatiu i pop.

## Història
Angel Du$t va ser format el 2013 pel cantant Justice Tripp de Trapped Under Ice, el guitarrista Michael Quick, el baixista Nicholas Heitman, el bateria Daniel Fang de Turnstile i el guitarrista Pat McCrory, que més endavant també s'uniria a Turnstile. El grup va publicar la seva maqueta Xtra Raw el 8 d'abril de 2013 a través de React! Records.
El febrer de 2014 el grup va telonejar a Turnstile en la seva gira pels Estats Units d'Amèrica amb Diamond Youth, Turnover i Blind Justice. El 10 de juny de 2014 va publicar el seu àlbum de debut AD amb React! i Reaper Records. El 20 de maig de 2016 va publicar el seu segon àlbum, Rock the Fuck on Forever, a través de Pop Wig Records, el segell propietat de Tripp, Fang i Brendan Yates. Durant l'octubre i novembre de 2016, Angel Dust va fer de teloner de Turnstile en la seva gira de Move Thru Me pels Estats Units juntament amb Big Bite, Krimewatch, Fury i Lock.
El 2017 s'hi va unir al cantant de Turnstile, Brendan Yates, a la bateria. El 15 de març de 2019 Angel Dust va publicar el seu tercer àlbum, Pretty Buff, a través de Roadrunner Records. Aquest àlbum va comportar un notable canvi estilístic, allunyant-se de la música hardcore punk amb balades acústiques i power pop. La major part del contingut líric es va escriure sobre la mort del gos de Tripp, Spike. el juny de 2019 el grup es va embarcar en la segona etapa estatunidenca de la gira de Pretty Buff amb el suport de Gouge Away i Giltterer.
El 2020 va publicar l'EP Lil House que inclou cançons que després apareixerien al quart àlbum de la banda. El novembre de 2021 va publicar el seu quart àlbum Yak: A Collection of Truck Songs amb Roadrunner Records. L'àlbum incloïa una col·laboració de Tim Armstrong de Rancid.
Angel Dust va fer nombroses gires al llarg del 2022 com ara una gira pel Regne Unit com a cocap de cartell amb Drug Church, que va continuar de el 2023 per Nord-amèrica al costat de Fiddlehead al febrer. El juliol de 2023 va compartir els detalls del seu cinquè àlbum d'estudi, Brand New Soul i un nou senzill de títol «Space Jam». Amb l'anunci de l'àlbum, Tripp va anunciar oficialment una nova formació incorporant diversos membres que anteriorment havien fet de músics de gira mentre McCrory, Fang i Yates estaven ocupats amb Turnstile: el guitarrista rítmic Steve Marino, el baixista Zechariah Ghosttribe, el bateria Tommy. Cantwell i el guitarrista Daniel Star.

## Discografia
| Àlbums - 2014: A.D. - 2016: Rock the Fuck on Forever - 2019: Pretty Buff - 2021: Yak: A Collection of Truck Songs - 2023: Brand New Soul EP - 2020: Lil House - 2021: Bigger House Maqueta - 2013: Xtra Raw |